# Tears on My Pillow
Tears on My Pillow è una canzone del 1958 scritta da Sylvester Bradford e Al Lewis. È stata registrata inizialmente dal cantante Little Anthony.
Nel 1990 ne è stata realizzata una cover dalla cantante australiana Kylie Minogue, che ha raggiunto la vetta della classifica britannica UK Singles Chart.

## Versione di Kylie Minogue
Kylie Minogue ha pubblicato una cover di Tears on My Pillow come ultimo singolo estratto dal suo secondo album in studio, Enjoy Yourself, l'8 gennaio 1990. Questa è stata inoltre inclusa nella colonna sonora del film The Delinquents, in cui la Minogue ha anche recitato.

### Video musicale
Il video musicale di Tears on My Pillow mostra Kylie, con un abito nero e un'acconciatura alla Brigitte Bardot, mentre canta il brano. Il video è intervallato da scene tratte dal film The Delinquents del 1989.

### Classifiche
Tears on My Pillow ha raggiunto la vetta della UK Singles Chart per una settimana nel gennaio 1990. Inoltre, ha raggiunto la 20ª posizione nella ARIA Singles Chart in Australia e si è classificato anche in Canada, Belgio, Finlandia, Germania, Irlanda, Paesi Bassi, Svezia e Nuova Zelanda.